# أبو النجم بدر
وفي الدولة وأمينها أبو النجم بدر، المعروف أيضًا باسم بدر الكبير وأبو النجم بدر، هو الغلام الذي اغتال حاكم حلب الفاطمي عزيز الدولة، واستبدله كحاكم لمدة ثلاثة أشهر في عام 1022. ويبدو أن عملية الاغتيال كانت مؤامرة بين بدر والبلاط الفاطمي بقيادة ست الملك. وفي نهاية المطاف، أُرغم بدر على التخلي عن منصبه، وأُلقي القبض عليه بعد ذلك بفترة وجيزة.

## الحياة
كان بدر إما من أصل تركي أو أرمني. كان في الأصل غلامًا لحاكم دمشق الفاطمي مانجوتكين، حتى استحوذ عليه عزيز الدولة فاتك؛ وكان الأخير أيضًا غلامًا أرمنيًا سابقًا لمانجوتاكين. في عهد عزيز الدولة كحاكم فاطمي على حلب، ابتداءً من عام 1017، عيّن بدرًا قائدًا للغلمان وحاكمًا لقلعة حلب. وقد أظهر هذا أن عزيز الدولة وضع ثقة كبيرة في بدر.
حكم عزيز الدولة باستقلال افتراضي، وحافظ على علاقاته الخاصة مع الإمبراطورية البيزنطية، جارة حلب الشمالية وعدوة الفاطميين. أثار هذا الأمر قلق ست الملك، الحاكمة الفعلية للفاطميين. وتحت إشرافها، سعى البلاط الفاطمي في القاهرة إلى القضاء على عزيز الدولة؛ ولتحقيق هذه الغاية، تآمرت ست الملك مع بدر، فأرسلت إليه مراسلات سرية، حملها إما مبعوثون رسميون أو تجار مجهولون. وبحسب المؤرخ سهيل زكار، فإن الرسائل السرية إلى بدر ربما تم تسليمها عن طريق مبعوثين فاطميين من القاهرة يحملون هدايا إلى عزيز الدولة، مما سمح لهم بالوصول إلى بدر.
استخدم بدر عاطفة عزيز الدولة تجاه غلام آخر، وهو هندي يدعى توزون، كوسيلة لاغتياله. وحذر بدر توزون من أن عزيز الدولة كان ينوي قتله في عدة مناسبات، لكن بدر أوقفه. وقد نال بدر ثقة توزون، الذي كان يخشى على نفسه من الموت على يد عزيز الدولة، فتعاون مع بدر في مؤامرة لاغتيال سيدهم. وقد قرروا التصرف في 6 تموز 1022. وفي ذلك اليوم عاد عزيز الدولة إلى مبيتة بعد يوم من الصيد والشرب مع بدر. وفي هذه الحالة المخمورة ذهب عزيز الدولة إلى فراشه، فأخذ توزون، الذي كان عادة ما يعتني بعزيز الدولة، سيف الأخير وضربه على رأسه. ثم خان بدر توزون بإطلاقه صرخة يتهم فيها شريكه في المؤامرة بقتل سيدهم. وقد لفت هذا انتباه الغلمان الآخرين الذين هاجموا توزون وقتلوه.
بعد الاغتيال، أبلغ بدر البلاط الفاطمي بوفاة عزيز الدولة، فحزنوا علنًا على وفاة حاكمهم الحلبي بينما أخفوا سرًّا مشاعرهم الحقيقية. وقد عُيّن بدر خليفةً لعزيز الدولة، وأُطلق عليه لقب وفيّ الدولة وأمينها. وبحسب زكار فإن العنوان دليل على دور بدر والمحكمة الفاطمية في عملية الاغتيال. وفي الوقت نفسه، يؤكد زكار أن دور ست الملك في القضية كان "مشكوكًا فيه"، ولكن هذا كان إجماع المؤرخين في العصور الوسطى.
لقد استخدم الفاطميون تعيين بدر كترتيب مؤقت حتى يتم العثور على مرشح أكثر ملاءمة. وأُرسلت إلى بدر مراسلات من القاهرة عن طريق علي بن أحمد الضيف الأفامي ليطمئنه على حسن نوايا الخلافة تجاهه. ومع ذلك، ففي اللقاء بين بدر والضيف، أُقنع الأول بالتخلي عن الولاية، التي شغلها رسميًا لمدة ستة وتسعين يومًا. كان بديل بدر، هو الضابط الكتامي، صفي الدولة، الذي وصل إلى حلب في 10 تشرين الأول. وبحسب زكار، فإنه بعد أن تخلى بدر عن منصبه، "اُعتقل وبعد فترة وجيزة لقي مصيره".

## فهرس
- Dadoyan، Seta B. (2013). The Armenians in the Medieval Islamic World: Armenian Realpolitik in the Islamic World and Diverging Paradigms: Case of Cilicia Eleventh to Fourteenth Centuries. Transaction Publishers. ISBN:978-1-4128-4577-9. مؤرشف من الأصل في 2023-11-12.
- Zakkar، Suhayl (1971). The Emirate of Aleppo: 1004–1094. Aleppo: Dar al-Amanah. مؤرشف من الأصل في 2024-12-26.

| سبقه عزيز الدولة | أمير حلب تموز–تشرين الأول 1022 | تبعه صفي الدولة |